# Franz Xaver Münch

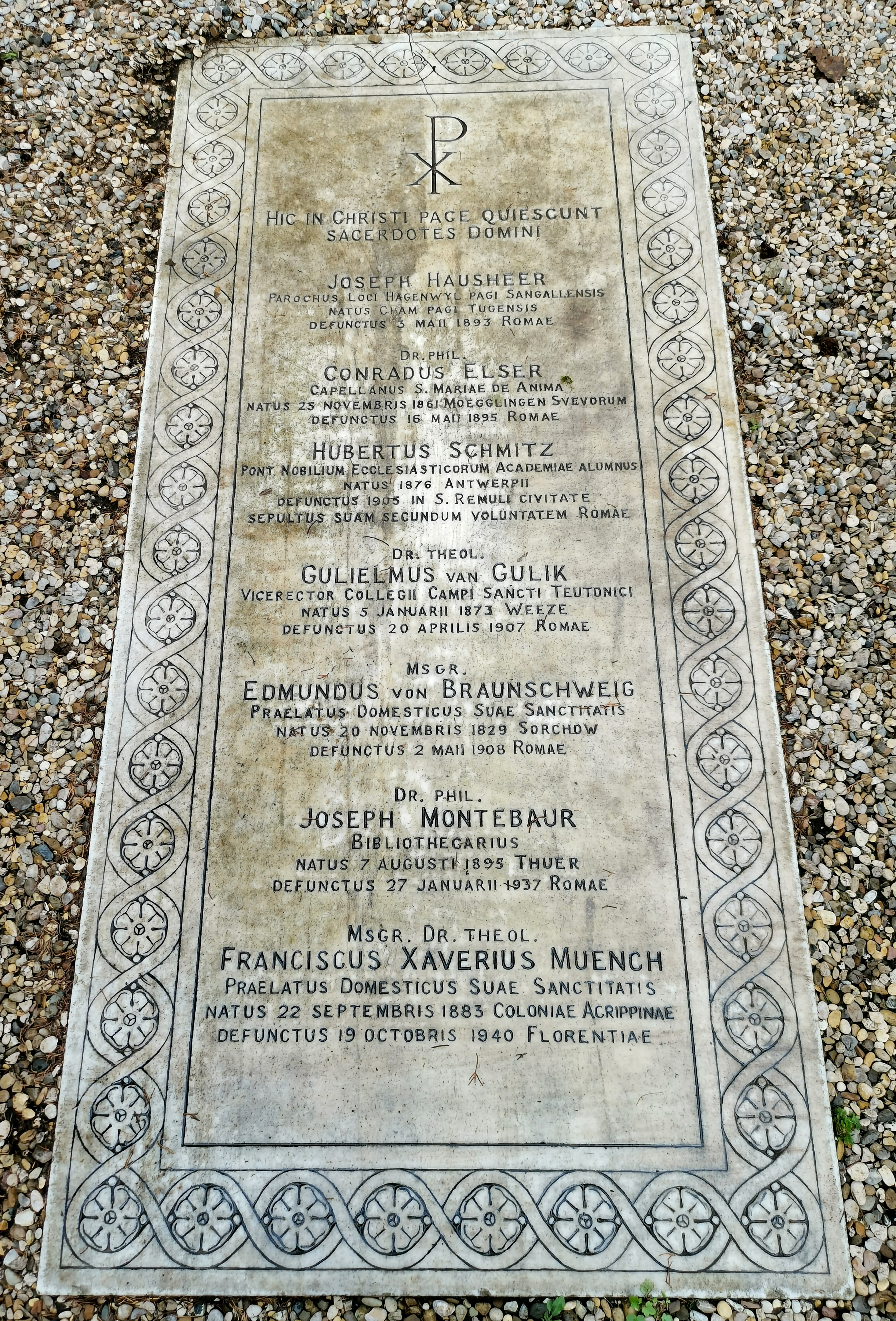
Grab auf dem Campo Santo Teutonico, Rom

Franz Xaver Münch (* 22. September 1883 in Köln; † 19. Oktober 1940 in Florenz) war ein deutscher katholischer Geistlicher und seit 1926 päpstlicher Hausprälat.

## Leben
Franz Xaver Münch wurde als Sohn des am Kölner Waisenhaus tätigen Lehrers Peter Münch und dessen Ehefrau Katharina, geb. Breidenbach, am 22. September 1883 in Köln geboren, wo er das Kölner Friedrich-Wilhelm-Gymnasium besuchte. Danach studierte Münch zunächst in Bonn vier Semester Rechtswissenschaft, woraufhin er im Jahr 1904 zur katholischen Theologie wechselte, die ihn auch nach Freiburg i. Br. und München führte.
Er wurde am 14. März 1908 in Köln von Kardinal Antonius Hubert Fischer zum Priester geweiht und eine Woche darauf zum zweiten Kaplan am St. Apollinaris-Rektorat (noch Pfarrei St. Josef) in Düsseldorf ernannt, trat aber erst am 5. März 1909 seinen Dienst in Erkrath als Kaplan an.
Münch fand in Düsseldorf Anschluss an den Verein akademisch gebildeter Katholiken, einen akademischen Zirkel, der sich schon zu Beginn des Jahrhunderts in Metz, Straßburg und Würzburg um Hermann Platz und dessen Freund Theodor Abele, beide später im Schuldienst tätig, gebildet und der mit der Versetzung von Hermann Platz seinen Schwerpunkt nach Düsseldorf und Bonn verlagert hatte. In den Zusammenhang dieses Kreises gehören auch Robert Schuman (1886–1963), Heinrich Brüning, Paul Simon (Dompropst) und Alois Dempf. 
Münch war über 20 Jahre Sekretär des Katholischen Akademikerverbands. Aus diesem Verein entstand später der Katholische Akademikerverband Deutschland (abgekürzt KAV), der in allen katholischen Diözesen vertreten ist.
Am 24. Februar 1915 wurde er im Ersten Weltkrieg als Divisions- und Lazarettpfarrer zum Militärdienst eingezogen und diente 18 Monate an der Westfront. 1916 wurde er vom Kölner Erzbischof Kardinal Felix von Hartmann zum Generalsekretär des KAV ernannt und am 7. Oktober 1916 an St. Maternus in Köln adskribiert.
1918 promovierte er bei Heinrich Schrörs über den Aufklärungstheologen Thaddäus Anton Dereser (1757–1827). Für seine Tätigkeit bei der KAV wurde er am 23. Februar 1926 zum päpstlichen Hausprälat ernannt.
Franz Xaver Münch starb am 19. Oktober 1940 in Florenz und wurde am 13. November 1940 auf dem Campo Santo Teutonico in der Priestergruft B 177 beigesetzt.